# Орбитальное квантовое число

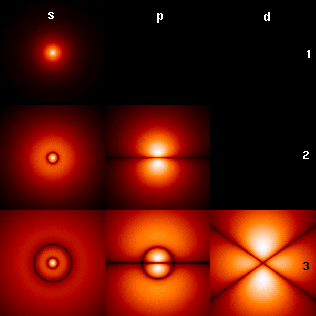
s-, p- и d-орбитали атомов соответствуют орбитальным квантовым числам ℓ = 0, 1, 2.
1, 2 и 3 справа — главные квантовые числа.

Орбитальное (побочное или азимутальное) квантовое число — в квантовой физике квантовое число ℓ, определяющее форму распределения амплитуды волновой функции электрона в атоме, то есть форму электронного облака. Характеризует число плоских узловых поверхностей. Определяет подуровень энергетического уровня, задаваемого главным (радиальным) квантовым числом n и может принимать значения
{\displaystyle \ell ={0,1,2,...,n-1}}
Каждому значению {\displaystyle l} соответствует орбиталь особой формы. При {\displaystyle l=0} атомная орбиталь независимо от значения главного квантового числа имеет сферическую форму (s-орбиталь). Значению {\displaystyle l=1} соответствует атомная орбиталь, имеющая форму гантели (p-орбиталь). Ещё более сложную форму имеют орбитали, отвечающие высоким значениям {\displaystyle l}, равным 2, 3 и 4 (d-, f-, g-орбитали).
Является собственным значением оператора орбитального момента электрона, отличается от момента количества движения электрона j на оператор спина s:
{\displaystyle \mathbf {j} =\mathbf {s} +{\boldsymbol {\ell }}}
Разность орбитального квантового числа и квантового числа полного момента не превосходит по абсолютной величине {\displaystyle {\frac {1}{2}}} (спин электрона).